# Beusa Meuranou
Beusa Meuranou is een bestuurslaag in het regentschap Aceh Timur van de provincie Atjeh, Indonesië. Beusa Meuranou telt 953 inwoners (volkstelling 2010).